# 尭胤法親王
堯胤法親王（ぎょういんほっしんのう、長禄2年（1458年） - 永正17年8月26日（1520年10月7日））は、室町時代中期から戦国時代にかけての法親王。父は伏見宮貞成親王の子貞常親王。
応仁2年（1468年）京都三千院で出家した。後花園天皇の猶子となって文明3年（1471年）親王宣下を受ける。明応2年（1493年）天台座主に就任し、焼失した比叡山根本中堂の再建に尽力した。